# Lycée Jules-Siegfried (Le Havre)
 (avril 2018).
Si vous disposez d'ouvrages ou d'articles de référence ou si vous connaissez des sites web de qualité traitant du thème abordé ici, merci de compléter l'article en donnant les références utiles à sa vérifiabilité et en les liant à la section « Notes et références ».
Le lycée Jules-Siegfried est un lycée général, technologique et professionnel du Havre appartenant à l'académie de Normandie.

## Histoire de l’École pratique d'industrie

### De la fondation à laPremière Guerre mondiale

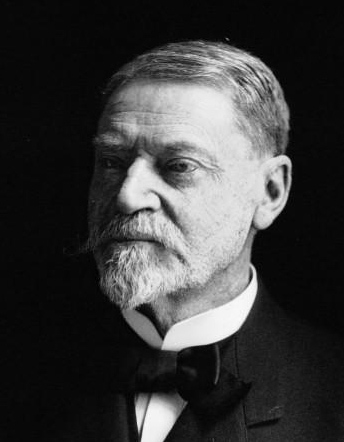
Jules Siegfried.

L’école d'apprentissage laïque de garçons est créée en 1867 pour les métiers du bois et du fer. Cette école est gratuite et ouverte à tout garçon âgé d'au moins 12 ans. En 1871, Jules Siegfried, alors adjoint au maire, propose un projet d’école pratique au conseil municipal du Havre.
En 1878, la municipalité engage 150 000 francs dans la construction de nouveaux locaux à l'angle de la rue de Tourville et de la rue Dumé-D'Aplemont.
L’École pratique est transférée dans ses nouveaux locaux le 5 octobre 1879. Trois ateliers sont implantés : la menuiserie, la serrurerie et la forge, de même que quatre salles de classe et deux classes de dessin. La nouvelle école peut alors accueillir 200 élèves.
Par la suite, l'école ne cesse de se développer. Huit forges et onze enclumes sont affectées à la chaudronnerie ainsi que deux autres forges dans l'atelier de fonderie, qui se dote d'un four destiné à l'élaboration du métal en fusion.

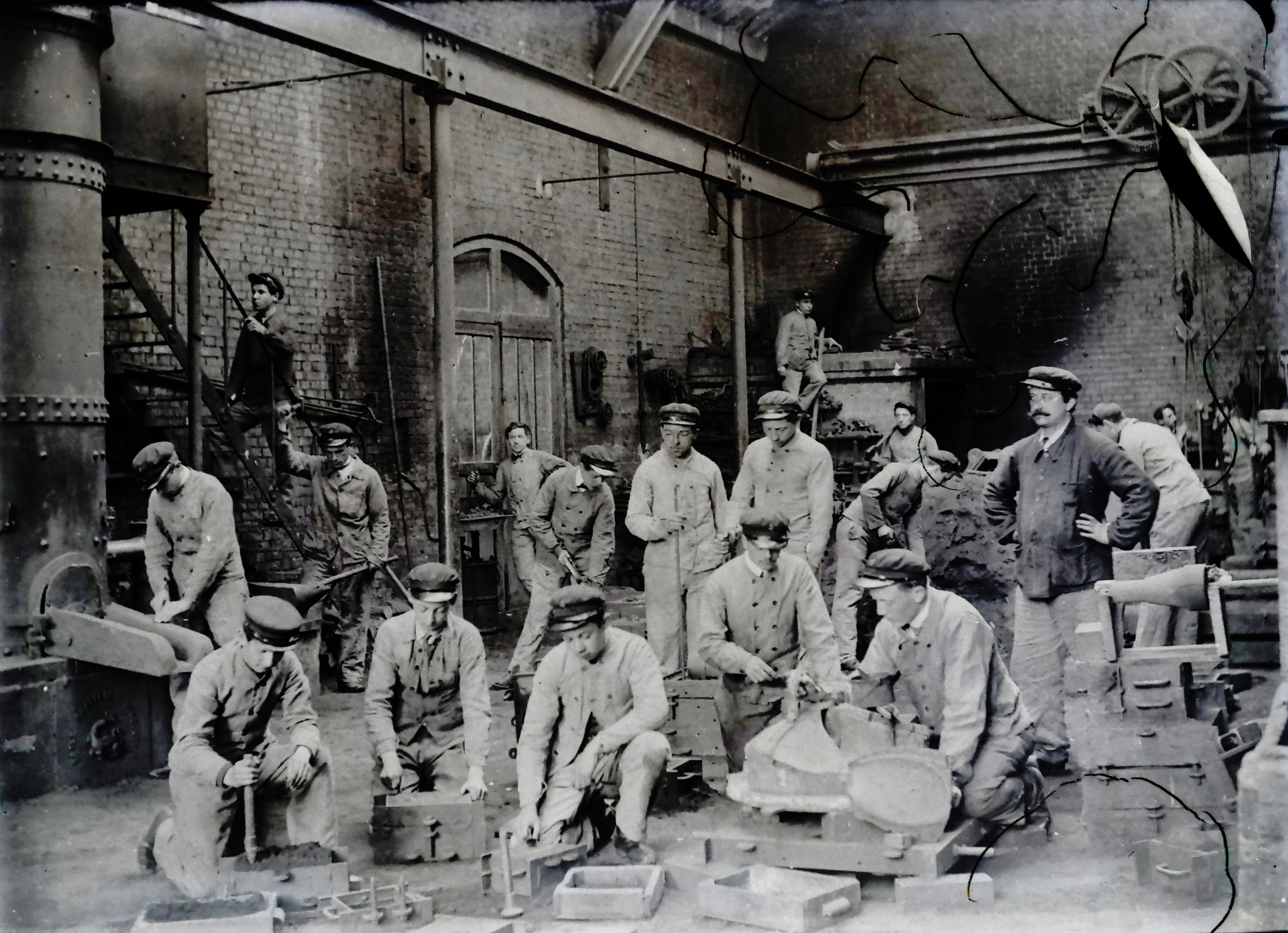
Atelier de fonderie de l'école pratique d'industrie[2].
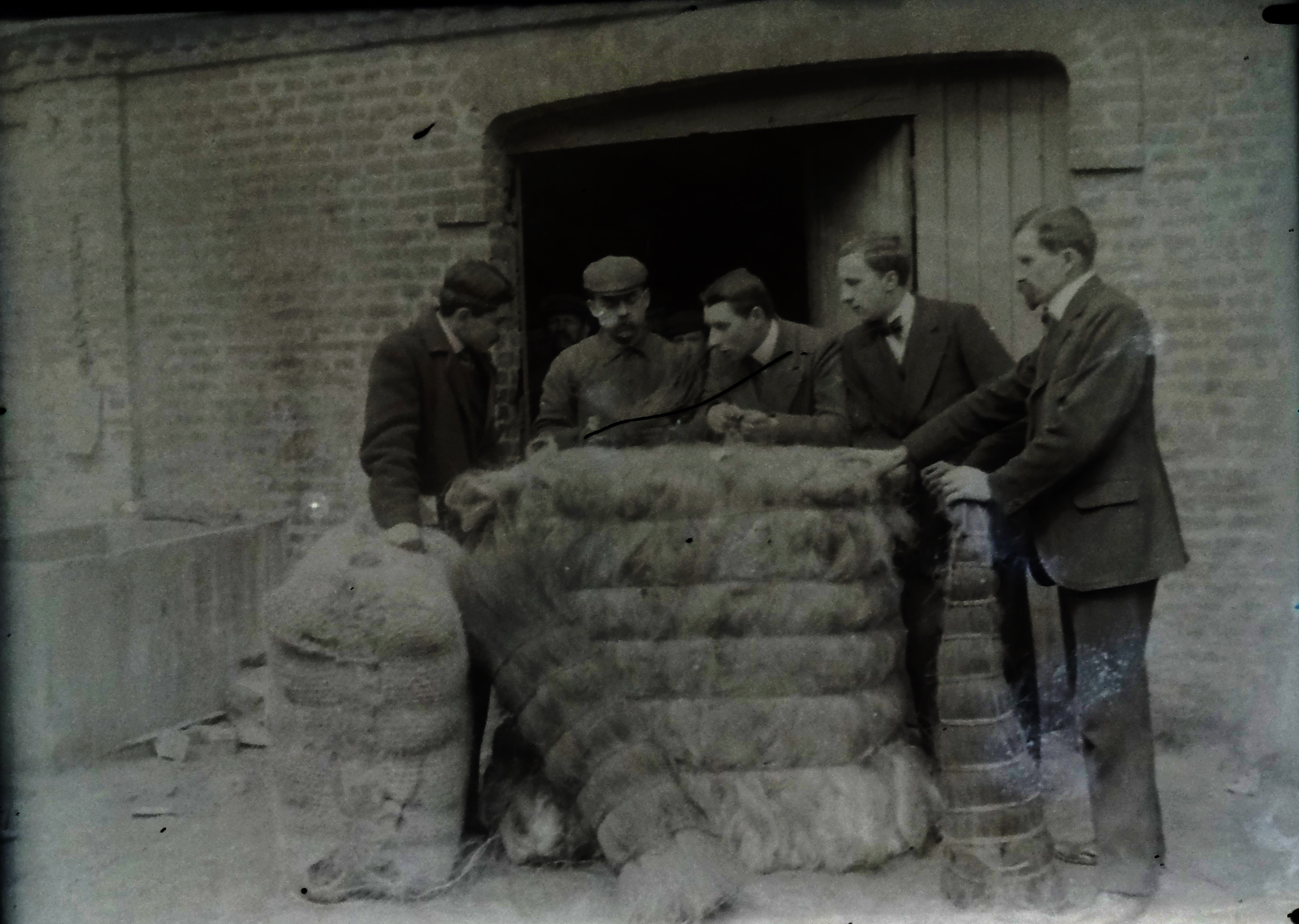
Groupe d'étudiants autour de balles de coton américaines et indiennes[2].

### Évolution du recrutement et multiplication des formations

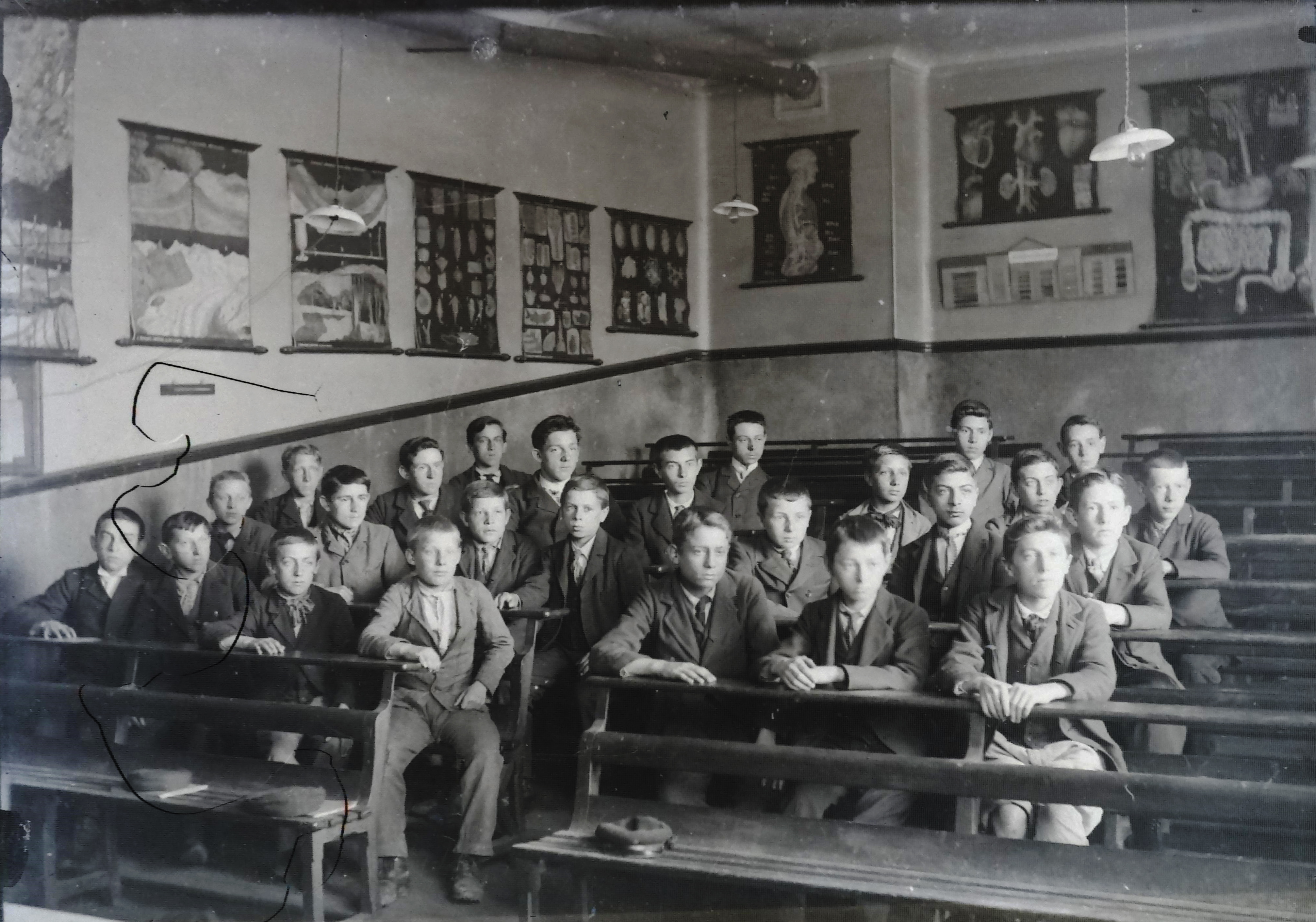
Photo de classe de jeunes élèves, début XXe.

Transférée dans les locaux dotés des nouveaux ateliers rue de Tourville le 5 octobre 1879, l'école pratique d'industrie prépare alors ses élèves aux métiers de menuisiers, découpeurs et tourneurs sur bois, forgerons serruriers, tourneurs sur fer, ajusteurs mécaniciens, fondeurs-chaudronniers.
Jusqu'en 1896, la seule condition pour y entrer est d'avoir 12 ans. Il n'existe aucune autre forme de sélection pour être admis dans l'école.
Lors de ces premières années, il y a un important nombre de renvois ou d'abandons du fait que les élèves issus des classes populaires n'ont pas de bases scolaires suffisantes, et ne viennent pour certains que pour passer l'hiver dans l'école avant de la quitter à l'arrivée du printemps.
À compter de la rentrée 1896, les élèves âgés de 12 ans doivent avoir leur certificat d'études primaires pour être admis dans l'école, ou à défaut, passer un examen d'entrée. À compter de 1901, tous les élèves devront passer cet examen d'entrée pour être admis dans l'école d'apprentissage.
| Période de 3 ans | Début de 1re année | Fin de 1re année                  | Fin de 2e année | Fin de la 3e année |
| ---------------- | ------------------ | --------------------------------- | --------------- | ------------------ |
| 1874-1877        | 65                 | 47 (72,30% de l'effectif restant) | 34 (52,30%)     | 26 (40,00%)        |
| 1876-1878        | 70                 | 51 (72,85%)                       | 32 (47,71%)     | 23 (32,85%)        |
| 1876-1879        | 72                 | 51 (70,83%)                       | 34 (47,22%)     | 17 (23,61%)        |

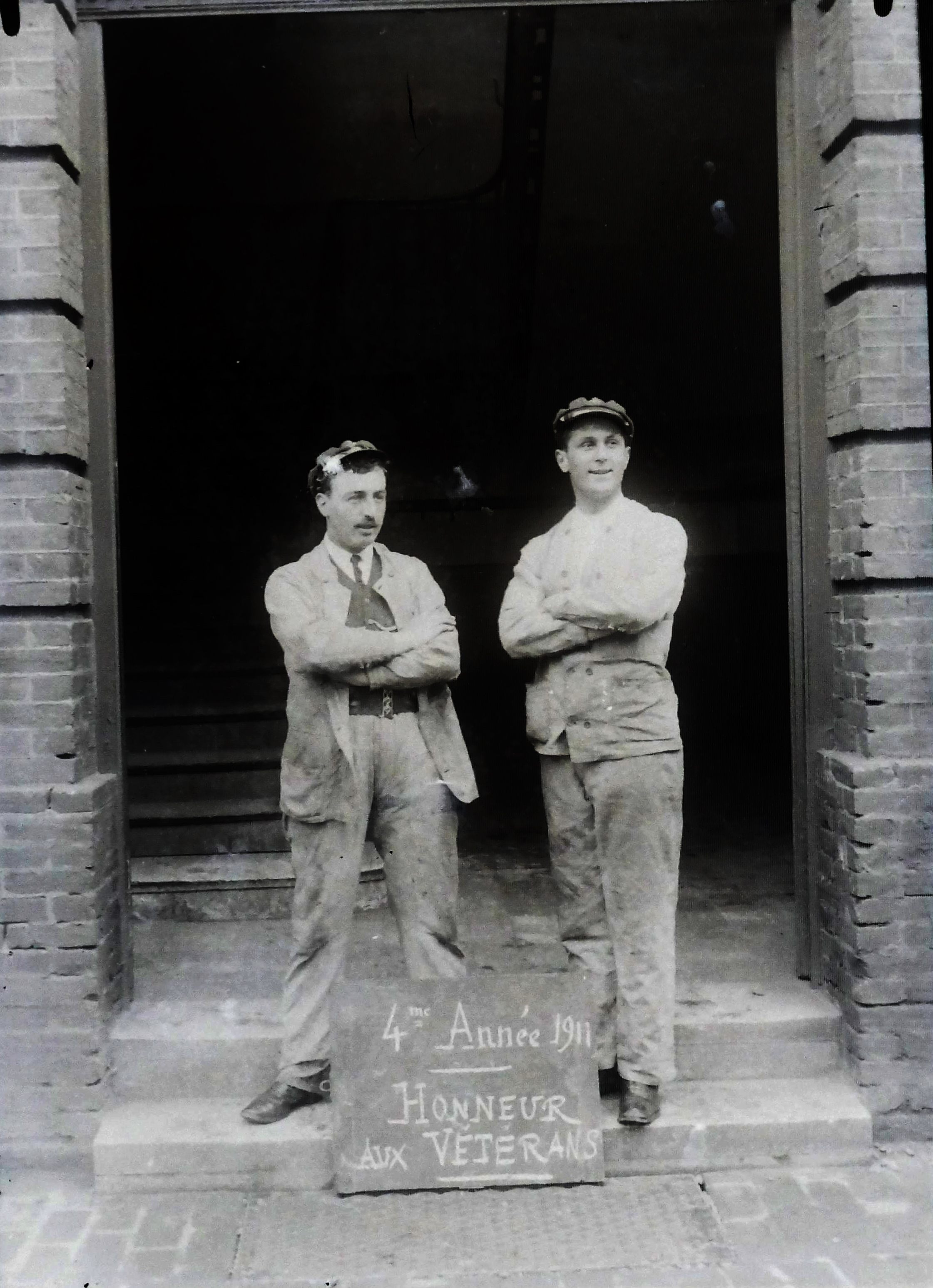
Étudiants de 4e année de l'école pratique d'industrie du Havre, 1911.

La durée des études est de 3 ans et à partir de 1881. Le conseil municipal accorde la création d'une 4e année afin de préparer les meilleurs élèves au concours d'entrée à l’École des arts et métiers de Châlons.

### Œuvre havraise de rééducation professionnelle des mutilés de guerre 1915-1920
Dès le mois de mai 1915, le maire du Havre adresse un appel à ses concitoyens pour permettre aux mutilés de guerre de reprendre leur place dans la vie par la rééducation professionnelle. Immédiatement, quelques havrais élaborent un projet d’École de rééducation. L'objectif est de venir en aide aux mutilés originaires de l'arrondissement du Havre par l'apprentissage d'un métier en fonction de leur handicap, et de leur permettre une fois rentrés dans leur foyer, de gagner leur vie. Le projet abouti en juillet 1915. 405 mutilés de guerre sont passés par cette structure pendant toute sa durée d'existence. L’œuvre havraise de rééducation professionnelle des mutilés de guerre a été dissoute à la fin de l'été 1920.

### Section coloniale

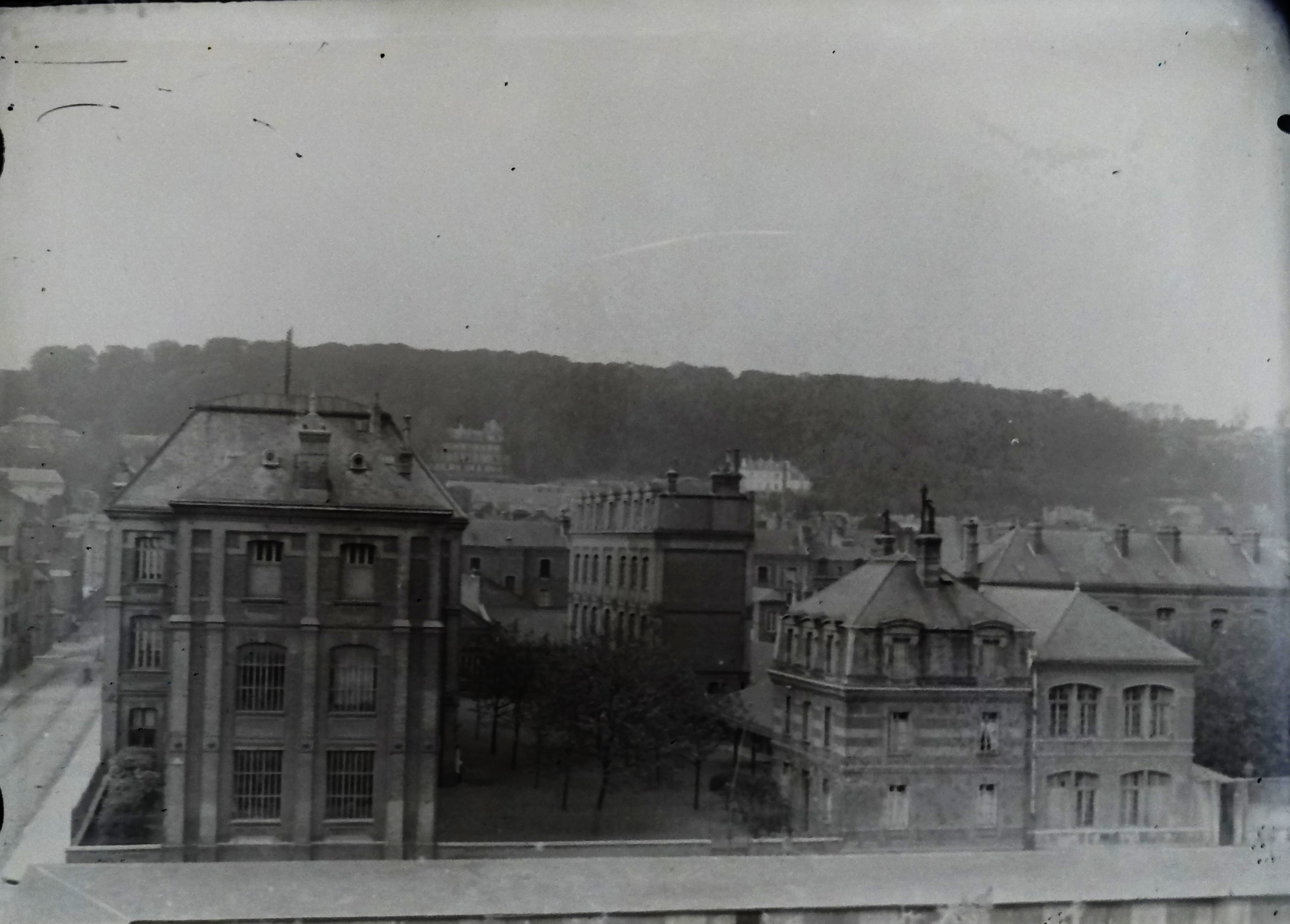
École pratique d'industrie du Havre, vue depuis les douanes, rue Dumé-d'Aplemont. Début XXe.

La section coloniale de l'école pratique d'industrie a été inaugurée officiellement le 10 juillet 1908. Celle-ci avait pour but de spécialiser les étudiants ayant une instruction moyenne afin de former du personnel secondaire de grandes entreprises coloniales agricoles, industrielles ou commerciales.
Cette matière devait être indépendante. Cependant pour limiter les dépenses au minimum, l'école de la section coloniale a été installée dans les locaux de l'école pratique d'industrie ce qui était un avantage car les élèves possédaient les connaissances pratiques nécessaires sur l'engrenage du coton (en montage, entretien et réglage) et du fait que l'école était l'un des plus grands centres d'importation de matières premières d'origine tropicale.
Les élèves qui composaient la section coloniale étaient libres de participation tant qu'ils avaient 16 ans et avaient des résultats moyens. Si ses résultats étaient insuffisants, l'élève devait passer un examen d'entrée afin d'intégrer les 20 ou 25 élèves de la section. La durée de l'enseignement était d'une année scolaire (début octobre à fin juillet).
Les matières étudiées en section coloniale étaient au nombre de 17 :
- Étude théorique et pratique des productions coloniales d'origine végétale et d'origine animale
- Étude spéciale, théorique et pratique du coton (étirage, classement, etc.)
- Étude pratique et théorique de l'engrenage et de l'emballage du coton
- Agriculture générale et génie rural
- Médecine vétérinaire et élevage
- Éléments de botanique appliquée, d'horticulture et de jardinage
- Histoire, géographie et administration coloniales
- Éléments de droit administratif, de droit commercial et d'économie politique
- Comptabilité et arithmétique commerciales
- Correspondance commerciale
- Hygiène et assistance médicale
- Topographie et arpentage
- Sténographie et dactylographie
- Électricité pratique
- Croquis à main levée et dessin industriel
- Langue anglaise
- Ajustage, menuiserie, forge et chaudronnerie.

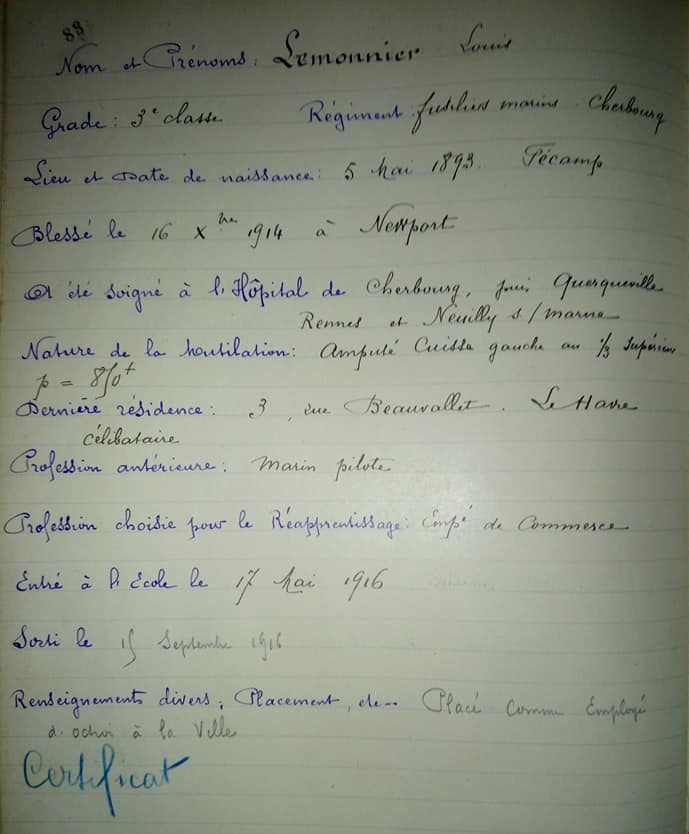
Exemple de page du registre de l'Œuvre havraise de rééducation professionnelle des mutilés de la guerre
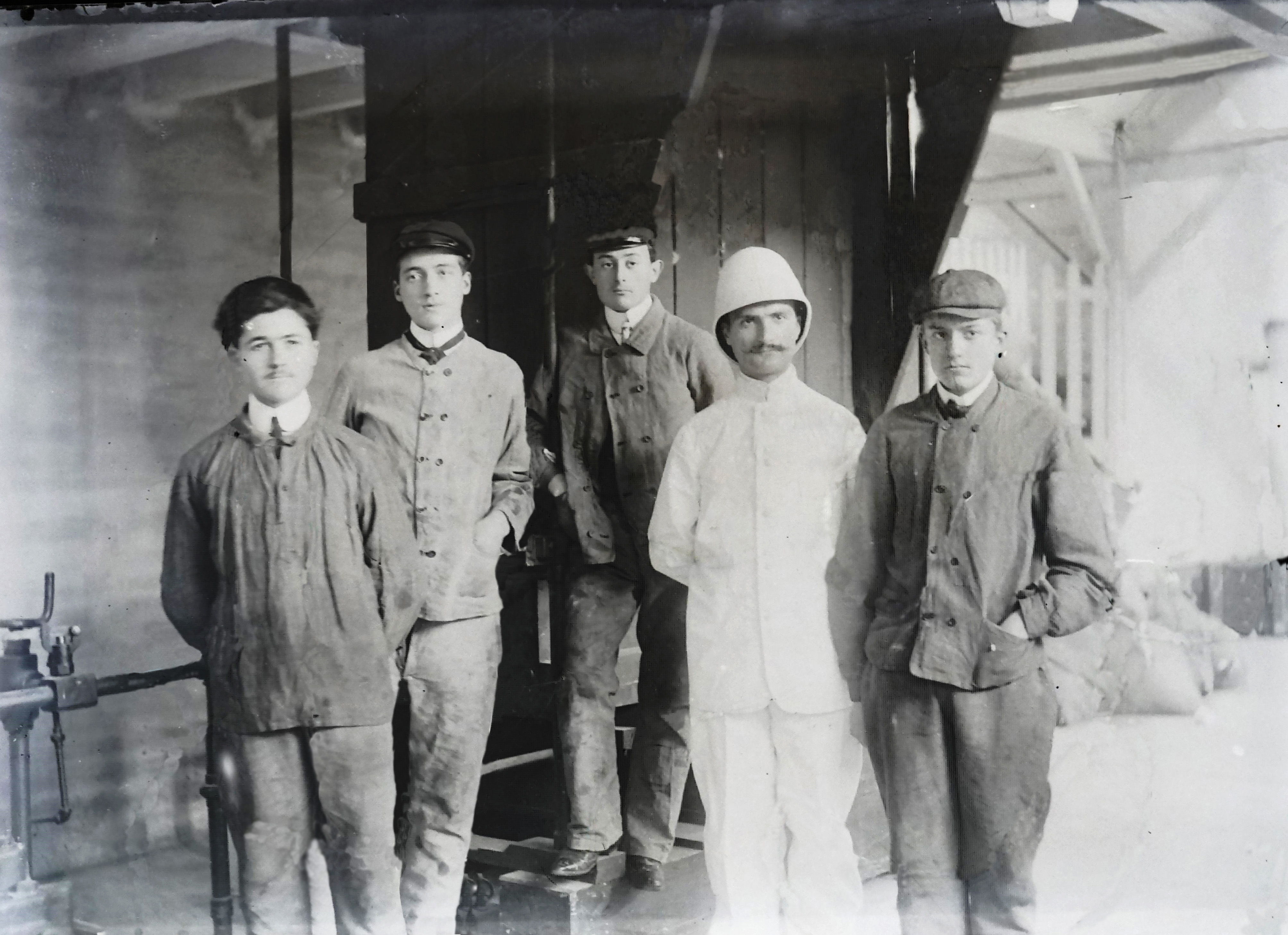
Photo des étudiants d'école pratique d'industrie avec professeur section coloniale
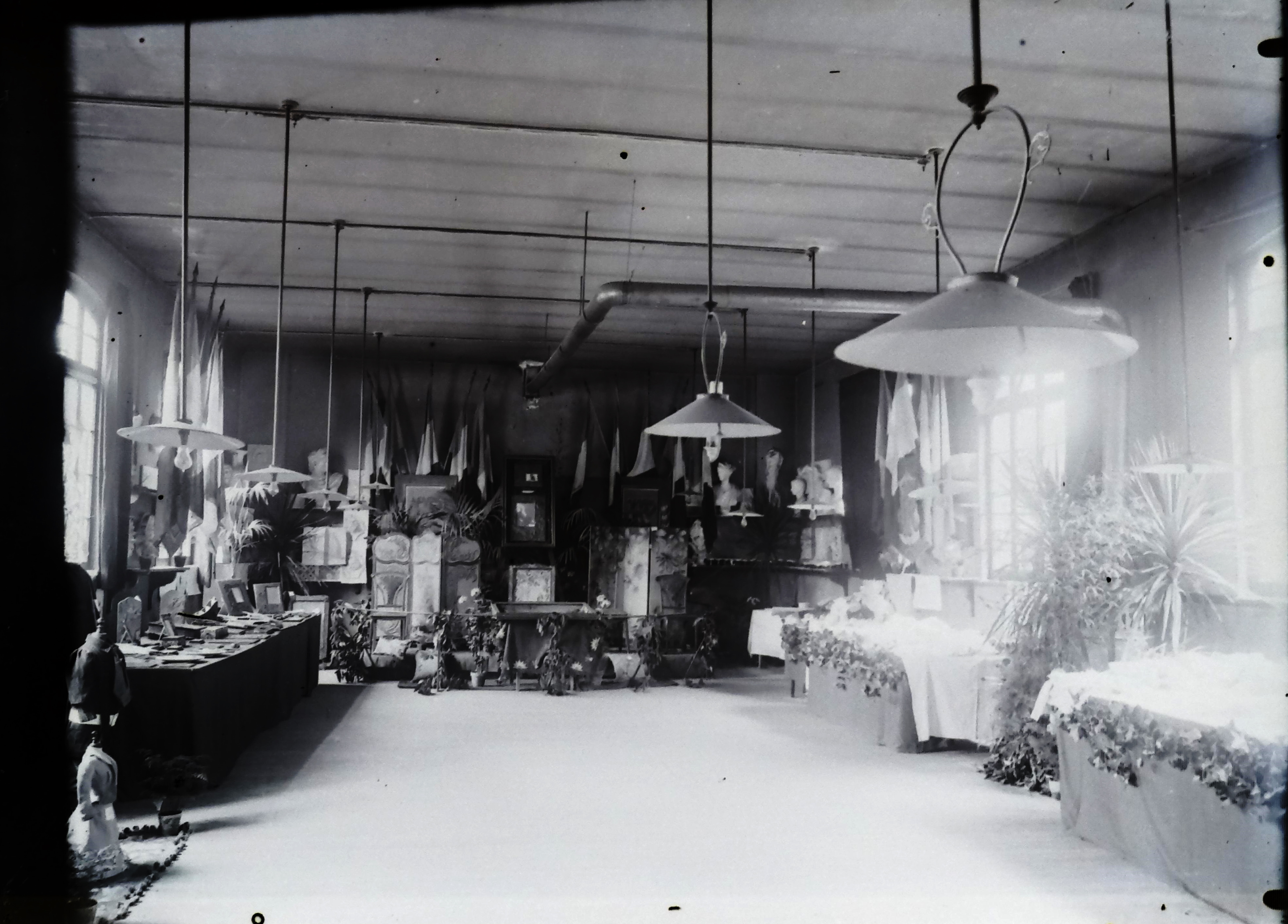
Salle coloniale de l'école pratique d'industrie du Havre. Présentation des produits coloniaux.
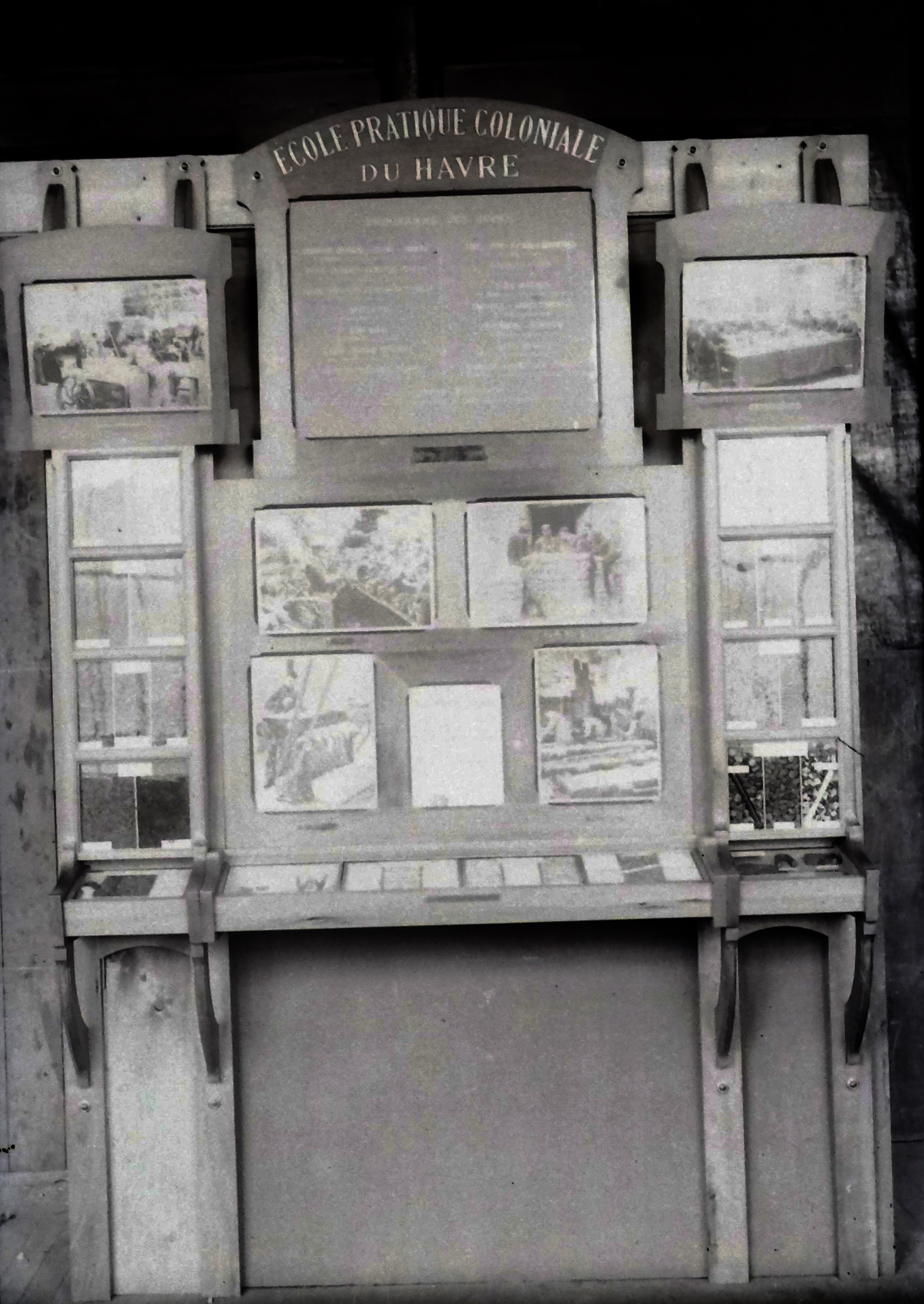
Présentoir de graines et matériaux coloniaux[2].
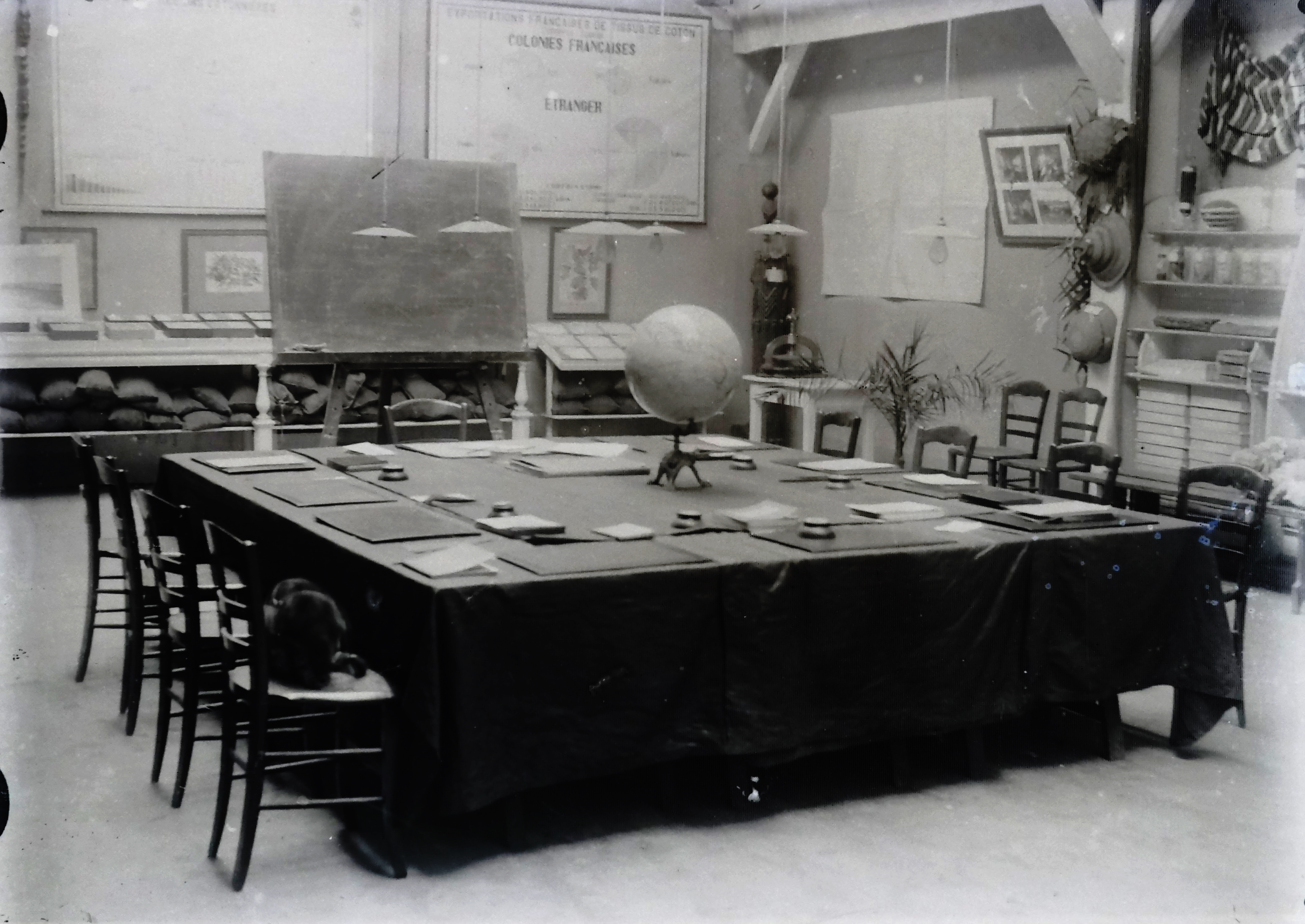
Salle des conférences de la section coloniale de l'école pratique d'industrie du Havre.

### Les formations pendant la première moitié duXXesiècle

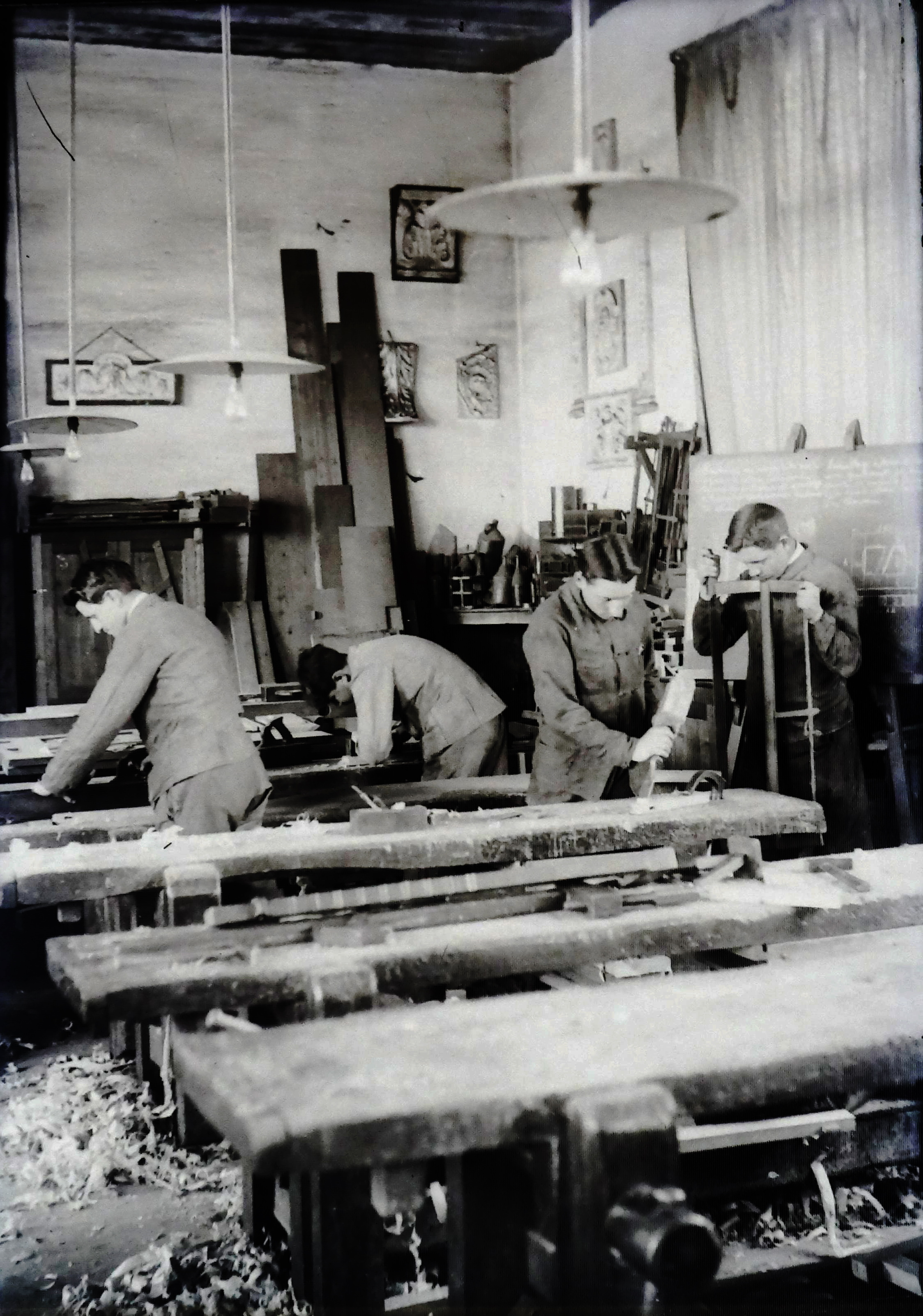
4 élèves en train de travailler le bois ; section ébénisterie.

Depuis le déplacement de l'établissement, il est apparu une multitude de formations.

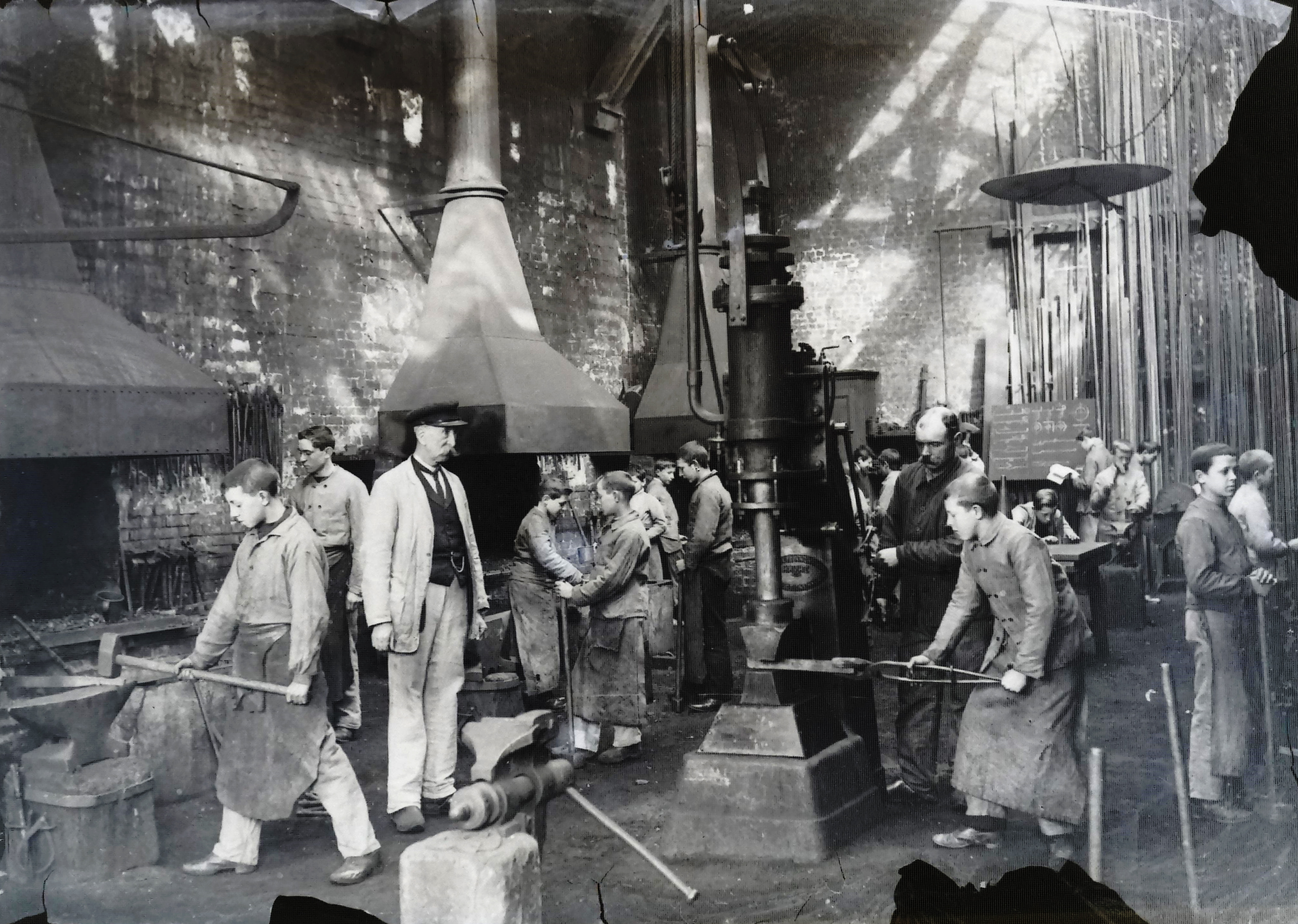
Section fonderie de l'école pratique d'Industrie.

À la création :
- Ajustage et électricité
- Tour et machines-outils
- Serrurerie
- Menuiserie
- Ébénisterie
- Modelage
- Forge
- Chaudronnerie
- Plomberie et zinguerie
- Fonderie

### Sections maritimes.
En 1885, l'école d'apprentis-mécaniciens est placée sous la même direction et dans le même établissement, elle prépare à la carrière d'officier mécanicien de la marine marchande.
L'école d'hydrographie et les cours de mécanicien de la marine marchande sont installés dans le même bâtiment que l'école d'apprentis-mécaniciens et elle donne la possibilité d'avoir les connaissances scientifiques nécessaires pour le brevet de capitaine et d'officier mécanicien.
L'école industrielle de Maistrance datant de 1918 est annexée à l'école pratique d'industrie. Elle servait à repérer et former des contremaîtres et des dessinateurs pour les établissements métallurgiques et les chantiers de construction navale.

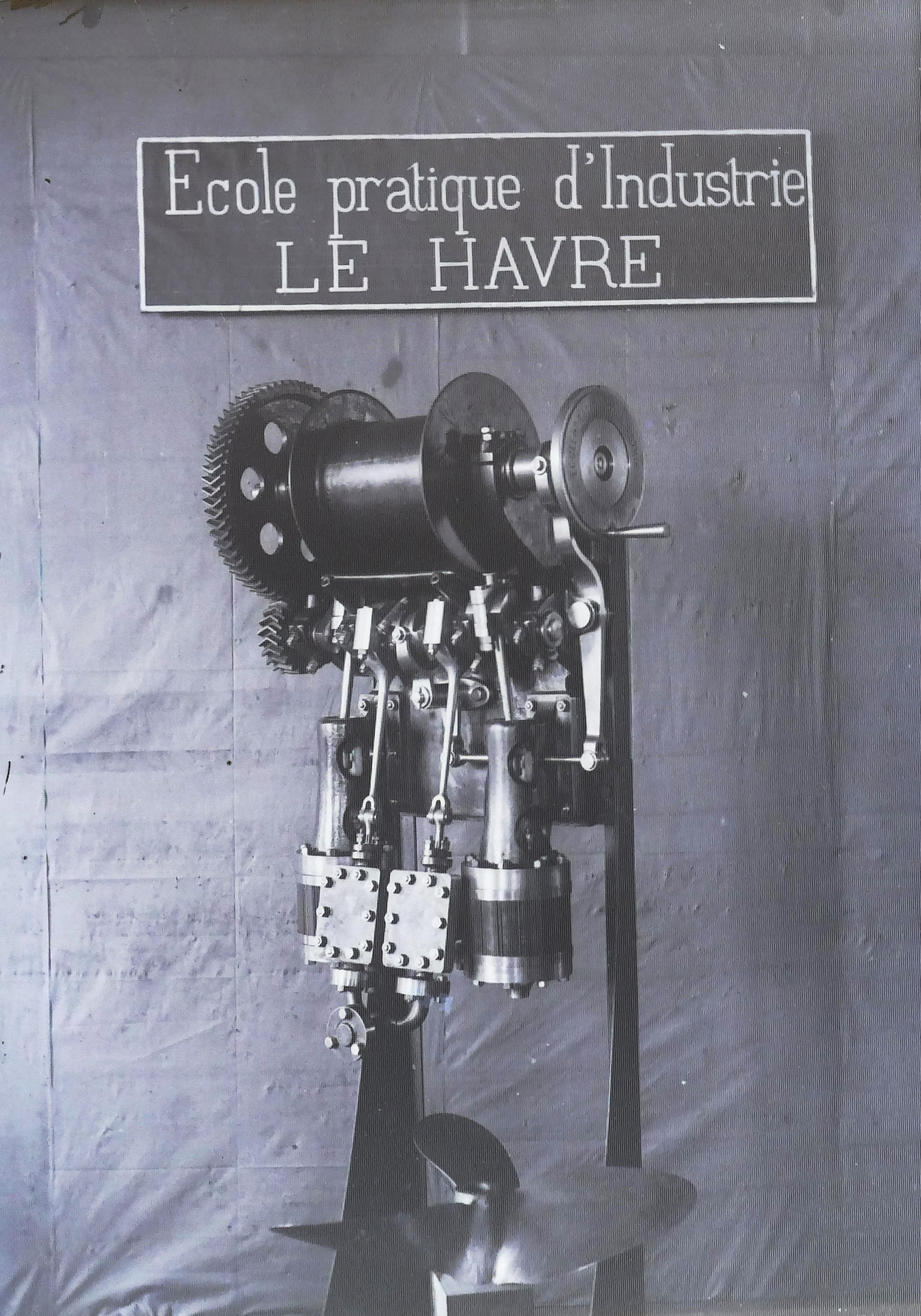
Présentoir d'un ensemble mécanique hélice, début XXe

## Classement et résultats aux examens

### Classement du lycée
En 2017, le lycée se classe 6e sur 45 au niveau départemental quant à la qualité d'enseignement, et 559e sur 2 277 établissements au niveau national[Passage à actualiser]. Le classement s'établit sur trois critères : le taux de réussite, la proportion d'élèves de première qui obtient le baccalauréat en ayant fait les deux dernières années de leur scolarité dans l'établissement, et la valeur ajoutée (calculée à partir de l'origine sociale des élèves, de leur âge et de leurs résultats au diplôme national du brevet).

## Personnalités liées au lycée
- Théodore Nègre : Nommé enseignant en 1925 à l'école pratique d’industrie du Havre, il a donné ses premiers cours d'histoire et de géographie à l'école pratique coloniale associée. Il est devenu directeur de l'école en 1941 et le restera jusqu'en 1964. En 1942, il était au poste de directeur et a organisé la transformation de l'école pratique en collège technique. Théodore Nègre a développé une nouvelle pédagogie : il a instauré un centre de documentation, des stages sur le terrain, des mémoires d'élèves, des conférences de professionnels. Il a écrit le livre Le Havre - Étude de géographie urbaine qui a été publié en 1947. Théodore Nègre décédera le 28 décembre 1993.
- Marcel Gascoin : Il suit une formation technique de menuisier-ébéniste au lycée Jules-Siegfried. De 1952 à 1955, il fait appel à Loison frères, une maison havraise spécialisée dans la fabrication industrielle de mobilier de marine, pour éditer ses meubles et les diffuser dans sa ville natale, alors en pleine reconstruction sous la direction d'Auguste Perret.